# Ryan Whitney
Ryan Whitney (Scituate, 19 febbraio 1983) è un ex hockeista su ghiaccio statunitense.

## Palmarès

### Olimpiadi
- Argento a Vancouver 2010.